# Josef Dürnegger

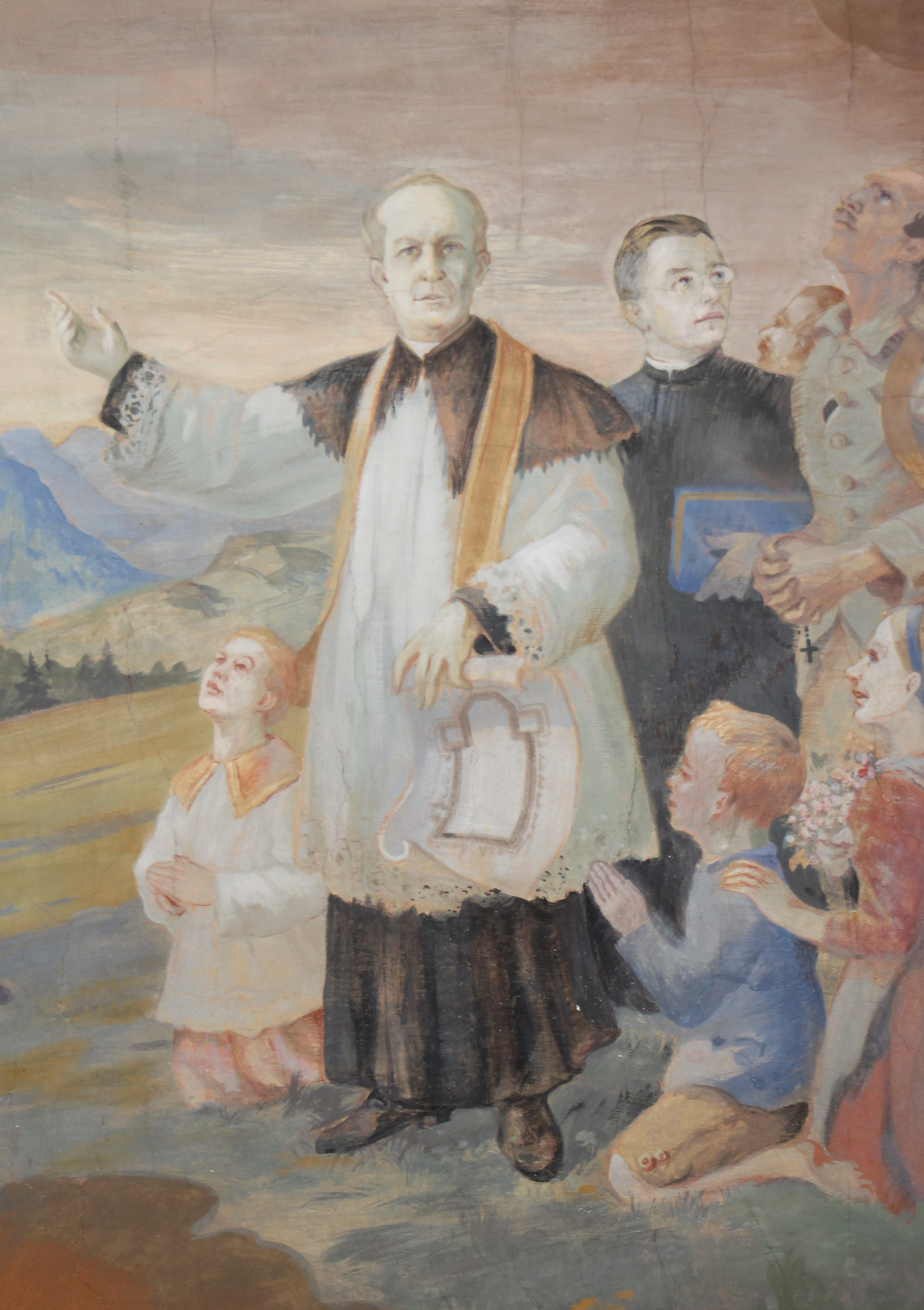
J. Dürnegger, Deckengemälde in der Pfarrkirche Törwang

Josef Dürnegger (* 26. Oktober 1869 in Asham; † 15. September 1952 in Samerberg) war ein oberbayerischer Heimatforscher und katholischer Geistlicher.
Dürnegger, Sohn eines Landwirts, besuchte die Königlich-Bayerische Lateinschule in Rosenheim und wurde 1895 in Freising zum Priester geweiht. Er wirkte anschließend drei Jahre lang als Kooperator in der Pfarrei Rohrdorf, drei Jahre als Expositus in Beyharting, acht Jahre als Vikar in Törwang und 43 Jahre lang als Pfarrer in Törwang. Von 1901 bis 1952, ein halbes Jahrhundert lang, war er Seelsorger am Samerberg. Zum Katholischen Pfarramt Törwang (Pfarrverband Rohrdorf im Landkreis Rosenheim), das ihm unterstand, gehören die Filialen Grainbach, Roßholzen und Steinkirchen. 25 Jahre lang war er Dekan des Landkapitels Schloßberg im Landkreis Rosenheim.
Neben seiner seelsorgerischen Tätigkeit befasste er sich intensiv mit der Geschichte der Dörfer in der Region Samerberg und der einiger benachbarter Ortschaften. Er verfasste Ortschroniken über die Wohngegend am Samerberg sowie über Neubeuern, Nußdorf am Inn und Rohrdorf. Außerdem war er Koautor einer Chronik der Gemeinde Amerang, aus deren Ortsteil Asham seine Familie herstammte. Dürnegger war zuletzt Dekan und Geistlicher Rat.
Auf einem Deckengemälde im Langhaus der Pfarrkirche Mariä Himmelfahrt in Törwang, die 1923/24 umgebaut wurde und damals ein Langhaus mit Vorhalle erhielt, ist Pfarrer Josef Dürnegger mit dem aufgerollten Kirchenplan in der linken Hand an der Spitze einer Prozession von Samerbergern abgebildet. Auf dem Gemälde, das der Münchner Kunstmaler Sebastian Hausinger 1923 geschaffen hat, wird Dürnegger begleitet von Kaplan Josef Birnkammer, dem Soldaten Josef Lagler, dem Mesner Josef Willkommer und weiteren Samerbergern. Daneben ist eine Ortsansicht von Törwang zu sehen. Der Künstler selbst stellte sich am unteren Gemälderand als händeringenden Mann im Fegefeuer dar (siehe auch: Weblinks).

## Werke
- Großblock-Schlagworte in Bayern, Volksvereins-Verlag, Mönchengladbach 1912 (41 Seiten).
- Der Samerberg in Vergangenheit und Gegenwart. 1. Auflage: 1912 (203 Seiten); 2. Auflage: 1929 (366 Seiten, Faksimile-Nachdruck durch Verlag H. Meißner-Druck, Oberaudorf 1985).
- Rohrdorf einst und jetzt: Ein Beitrag zur Geschichte dieser alten Pfarrei, 1913 (195 Seiten, Faksimile-Nachdruck erhältlich im Rathaus von Rohrdorf).
- Neubeuern am Inn in alter und neuer Zeit. Rosenheim 1922 (204 Seiten).
- Ahnentafel der Familie Dürnegger zum Ortner in Asham, 1939 (32 Seiten).
- Amerang – Ein Beitrag zur Geschichte von Dorf und Gemeinde (zusammen mit Hans Kneißl als Koautor). Katholisches Pfarramt, Törwang 1940 (208 Seiten).
- Bayerisches Inntal vor 100 Jahren – Nußdorf einst und jetzt. Ein kulturgeschichtlicher Beitrag. 1. Auflage: Pflaum Verlag, München 1951 (234 Seiten); 2. Auflage: Faksimile-Nachdruck der 1. Auflage, ergänzt um einen 2. Teil von Renate Stein, herausgegeben von der Gemeinde Nußdorf, Verlag H. Meißner-Druck, Oberaudorf 1987 (344 Seiten).
- 50 Jahre Seelsorge auf dem Samerberg: 1901–1951 – kurzer Rechenschaftsbericht. Katholisches Pfarramt, Törwang 1951 (16 Seiten).